# Dompierre-du-Chemin
Dompierre-du-Chemin foi uma antiga comuna francesa na região administrativa da Bretanha, no departamento Ille-et-Vilaine. Estendia-se por uma área de 9,75 km². Em 2010 a comuna tinha 548 habitantes (densidade: 56,2 hab./km²).
Em 1 de janeiro de 2016, passou a formar parte da nova comuna de Luitré-Dompierre.